# 마츠무라 타츠오

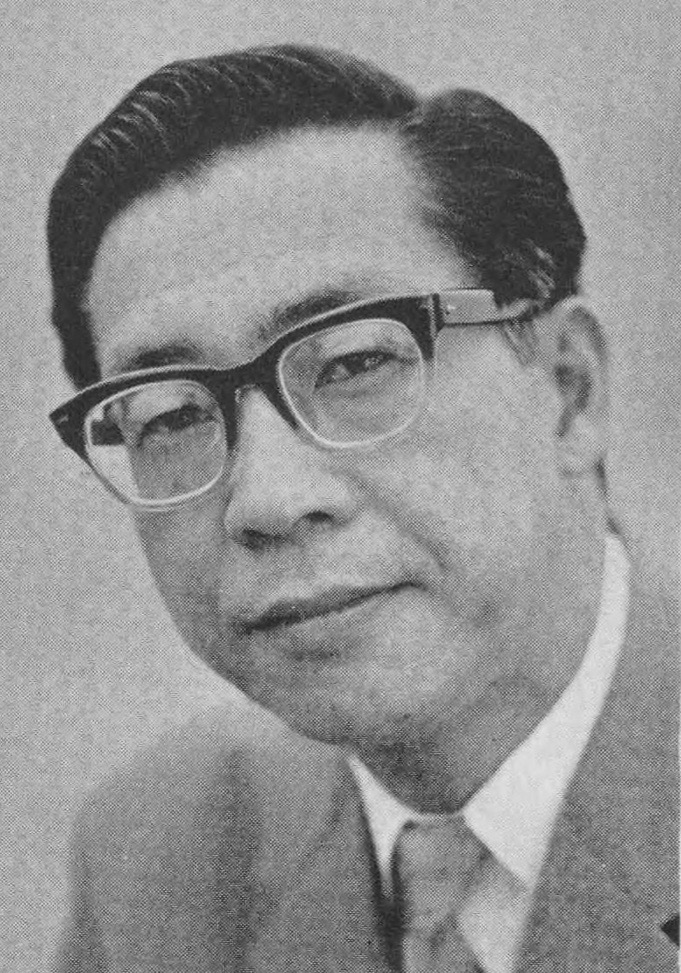

마츠무라 타츠오(Tatsuo Matsumura, 1914년 12월 18일 ~ 2005년 6월 18일)는 일본의 배우, 영화배우이다.
요코하마시에서 태어났으며 신주쿠구에서 사망하였다.

## 영화
- 총성: 라스트 드롭 오브 블러드 (2003년)
- 게게 (2003년)
- 냉정과 열정 사이 (2001년)
- 나가사키의 한가롭던 시절 (2000년)
- 비 그치다 (1999년)
- 라이 라이 라이 (1997년)
- 히로시마 (1995년)
- 안녕 일본! (1995년)
- 마다다요 (1993년)
- 전쟁과 청춘 (1991년)
- 자식 (1991년)
- 남자는 괴로워 39 (1987년)
- 남자는 괴로워 32 - 토라, 스님이 되다 (1983년)
- 남자는 괴로워 26 (1980년) - 하야시 선생 역
- 옥문도 (1977년)
- 남자는 괴로워 13 (1974년) - 타츠조 역
- 남자는 괴로워 12 (1973년) - 타츠조 역
- 남자는 괴로워 11 (1973년) - 타츠조 역
- 아아 코에 나키 토모 (1972년)
- 남자는 괴로워 10 - 토라의 꿈은★이루어진다! (1972년) - 타츠조 역
- 남자는 괴로워 9 - 토라의 셋방 (1972년) - 타츠조 역
- 남자는 괴로워 6 (1971년)
- 도데스카덴 (1970년)
- 사무라이 반란 (1967년)
- 고질라 4 - 킹콩 대 고질라 (1962년)